# NGC 7003
NGC 7003 ist eine Spiralgalaxie vom Hubble-Typ Sbc im Sternbild Delfin am Nordsternhimmel. Sie ist schätzungsweise 246 Millionen Lichtjahre von der Milchstraße entfernt.
Das Objekt wurde am 26. August 1864 von Heinrich d’Arrest entdeckt.